# Stanisław Bułak-Bałachowicz
Stanisław Bułak-Bałachowicz (bělorusky Станіслаў Булак-Балаховіч, rusky Станислав Булак-Балахович, ? 1883 – 10. května 1940) byl bělorusko-polský generál.

## Životopis

### Mládí
Stanisław Bulak-Bałachowicz se narodil v Meysztách, v malé vesnici nedaleko Vilniusu. Měl dva bratry a šest sester. Jeho rodiče byli služebníci místního zemského pána. Po narození Stanisława byl jeho otec propuštěn a získal malý statek ve Stakavievu u Vilniusu.
Poté, co vystudoval zemědělskou školu v Belmontech, pracoval Bułak-Bałachowicz jako účetní, v roce 1904 se stal manažerem na farmách v Horodzieci a Łużkách.
V té době měl pověst obránce nemajetných a často rozhodoval ve sporech mezi zemědělci. V důsledku těchto aktivit si získal přezdívku "Baťka". Jeho další přezdívka - "Bułak" - se stala součástí jeho příjmení. Toto slovo znamená v běloruštině "muž poháněný větrem".

### První světová válka
Po vypuknutí první světové války vstoupil Bułak-Bałachowicz do ruské armády. Na rozdíl od mnoha svých kolegů se Bułak-Bałachowicz osvědčil jako zkušený polní velitel a byl rychle povýšen. V prosinci 1914, pouhé čtyři měsíce poté, co vstoupil do armády, dostal velení nad skupinou kozáckých dobrovolníků. Bojoval zejména v blízkosti Sochaczewa a Varšavy. V roce 1915 se však musela jeho jednotka stáhnout do Lotyšska.
V listopadu 1915 byl Bułak-Bałachowicz přidělen ke speciálnímu partyzánského pluku na severní frontě u Rigy. Pro jejich odvahu byli jejich členové nazýváni "smrtonosnými rytíři".
Jeho jednotka byla tvořena ze čtyř čet: kozácké lehké jízdy, husarské, hulánské a dragounské. Díky univerzální a flexibilní struktuře své jednotky se Bulak-Bałachowiczovi podařilo pokračovat v bojích a postoupit za nepřátelské linie až do roku 1918. Po válce byl Bułak-Bałachowicz vyznamenán několika medailemi.

### Ruská občanská válka
Dne 5. března 1918 se Bułak-Bałachowiczova jednotka střetla poblíž vesnice Smolová. V této bitvě byl Bułak-Bałachowicz vážně zraněn, střelen do levé plíce. K tomuto zranění však nemuselo dojít, protože o dva dny dříve byl podepsán brestlitevský mír.
Po převozu do Petrohradu se Bułak-Bałachowicz rychle zotavil a vstoupil se se svým bratrem Józefem do Rudé armády. Tu však brzy opustil a bojoval po boku generála Judeniče a v Estonsku.
Přitom pobýval v běloruské lidové republice. Byl prozatímní vládou přivítán a stal se jedním z velitelů armády. Ignoroval však vládní rozkazy, spolupracoval s bělogvardějci, měl ambice stát se diktátorem, tak o něho rada vlády brzy ztratila zájem.

### Polsko-sovětská válka a smrt
Po uzavření estonsko-sovětské mírové smlouvy odešel v roce 1920 do Polska, kde se stal podřízeným generála Edwarda Śmigły-Rydze. Spolu s ním se účastnil polsko-sovětské války. Bojoval u Pinsku, kde se mu povedlo zajmout 2400 rudoarmějců.
Při této příležitosti vpadl do Běloruska a založil tzv. Ruskou lidovou dobrovolnickou armádu, která čítala cca 20 tisíc vojáků. Navzdory uzavření příměří mezi Polskem a Sověty nechal Bułak-Balachowicz vyhlásit nezávislost Běloruska a založil svou vlastní vládu. Za několik týdnů se však musel vzdát a stáhnout se do Polska.
Po skončení války se usadil ve Varšavě. Při německé invazi do Polska v roce 1939 velel místním dobrovolníkům. Dne 10. května 1940 byl zastřelen, když se vzpíral zatčení gestapem.